# 斎藤恵美
斎藤 恵美（さいとう えみ、1980年5月31日 - ）は、日本のファッションモデル。埼玉県出身。
エナジーモデルエージェンシー所属。

## 人物・来歴
趣味はカメラ、映画鑑賞。
17歳のときに雑誌「Pee Wee」の専属モデルとしてデビュー。「ノンノ」などのファッション雑誌でも活躍。
2002年と2004年にはパリ・コレクションに出演。
2007年1月に結婚した。

## 出演

### 雑誌
- non-no
- MORE
- BAILA
- mina
- mini
- Luci

### ショー
- Y's（パリコレクション）
- LIMI feu
- YAB-YUM
- mintdesigns
- cher
- ROUROU

### CM・広告
- au
- J-PHONE（現・ソフトバンクモバイル）